# Torre de' Busi
Torre de' Busi is een gemeente in de Italiaanse provincie Lecco (regio Lombardije) en telt 1786 inwoners (31-12-2004). De oppervlakte bedraagt 9,2 km², de bevolkingsdichtheid is 194 inwoners per km².
De volgende frazioni maken deel uit van de gemeente: Favirano, San Marco, San Michele, San Gottardo.

## Demografie
Torre de' Busi telt ongeveer 677 huishoudens. Het aantal inwoners steeg in de periode 1991-2001 met 2,6% volgens cijfers uit de tienjaarlijkse volkstellingen van ISTAT.
| Jaar | Inwoneraantal |
| ---- | ------------- |
| 1991 | 1700          |
| 2001 | 1744          |

## Geografie
Torre de' Busi grenst aan de volgende gemeenten: Calolziocorte, Caprino Bergamasco (BG), Carenno, Cisano Bergamasco (BG), Costa Valle Imagna (BG), Monte Marenzo, Roncola (BG).
Abbadia Lariana · Airuno · Annone di Brianza · Ballabio · Barzago · Barzanò · Barzio · Bellano · Bosisio Parini · Brivio · Bulciago · Calco · Calolziocorte · Carenno · Casargo · Casatenovo · Cassago Brianza · Cassina Valsassina · Castello di Brianza · Cernusco Lombardone · Cesana Brianza · Civate · Colico · Colle Brianza · Cortenova · Costa Masnaga · Crandola Valsassina · Cremella · Cremeno · Dervio · Dolzago · Dorio · Ello · Erve · Esino Lario · Galbiate · Garbagnate Monastero · Garlate · Imbersago · Introbio · Introzzo · Lecco · Lierna · Lomagna · Malgrate · Mandello del Lario · Margno · Merate · Missaglia · Moggio · Molteno · Monte Marenzo · Montevecchia · Monticello Brianza · Morterone · Nibionno · Oggiono · Olgiate Molgora · Olginate · Oliveto Lario · Osnago · Paderno d'Adda · Pagnona · Parlasco · Pasturo · Perego · Perledo · Pescate · Premana · Primaluna · Robbiate · Rogeno · Rovagnate · Santa Maria Hoè · Sirone · Sirtori · Sueglio · Suello · Taceno · Torre de' Busi · Tremenico · Valgreghentino · Valmadrera · Varenna · Vendrogno · Vercurago · Verderio Inferiore · Verderio Superiore · Vestreno · Viganò
1. ↑  https://demo.istat.it/?l=it.